# 大林宗套
大林 宗套（だいりん そうとう、文明12年（1480年）- 永禄11年1月27日（1568年2月24日））は、日本の臨済宗の僧、茶人。大徳寺90世。京都出身。
後奈良天皇から仏印円証禅師、正親町天皇から正覚普通国師を授かる。
三好長慶の依頼により、堺に三好氏の菩提寺として南宗寺を開山。武野紹鴎が嗣法したほか、三好一門をはじめ、北向道陳、阿佐井野宗瑞、千利休、津田宗及など、堺衆を多数教化。